# Oberwil
Oberwil es una ciudad y comuna suiza del cantón de Basilea-Campiña, situada en el distrito de Arlesheim. Limita al norte con la comuna de Allschwil, al noreste con Binningen, al este con Bottmingen, al sureste con Reinach, al sur con Therwil, al suroeste con Biel-Benken, y al noroeste con Neuwiller (FR-68).

## Referencias

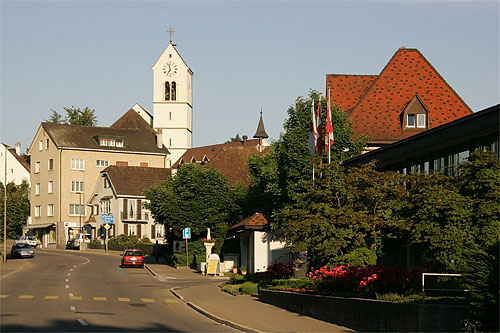
Vista de Oberwil.

## Ciudades hermanadas
- Aschau im Zillertal.